# Kolarebäcken
Kolarebäcken este o arie protejată (arie specială de conservare — SAC, sit de importanță comunitară — SCI) din Suedia întinsă pe o suprafață de 17,8 ha, integral pe uscat.

## Localizare
Centrul sitului Kolarebäcken este situat la coordonatele 57°52′27″N 13°41′18″E / 57.8742°N 13.6883°E.

## Înființare
Situl Kolarebäcken a fost declarat sit de importanță comunitară în ianuarie 1998 pentru a proteja 1 specie de animale. Situl a fost protejat și ca arie specială de conservare în martie 2011.

## Biodiversitate
Situată în ecoregiunea boreală, aria protejată conține 2 habitate naturale: Cursuri de apă de la nivel de câmpie la nivel montan, cu vegetație Ranunculion fluitantis și Callitricho-Batrachion, Păduri caducifoliate de mlaștină fino-scandinave.
La baza desemnării sitului se află o specie protejată de  nevertebrate: Margaritifera margaritifera.